# Sørlle Rocks
Sørlle Rocks är en kulle i Antarktis. Den ligger i Sydorkneyöarna. Argentina och Storbritannien gör anspråk på området. Toppen på Sørlle Rocks är 20 meter över havet.
Terrängen runt Sørlle Rocks är platt. Trakten är obefolkad. Det finns inga samhällen i närheten. 